# Madona de los Ansidei
La Pala Ansidei o Madona de los Ansidei (La Virgen entre san Juan Bautista y san Nicolás de Bari) es una pintura del artista renacentista italiano Rafael Sanzio, que data hacia 1505-1506. Es una pintura al óleo sobre madera de álamo con unas dimensiones de 274 centímetros de alto y 152 cm de ancho. Se conserva en la National Gallery de Londres, Reino Unido.
La pintura se ejecutó en origen para una capilla privada de la familia Ansidei en la iglesia de San Fiorenzo dei Serviti en Perugia. Sin embargo, pronto fue sustituida por una copia de Nicola Monti, mientras que el original acabó por formar parte de la colección de Lord Robert Spencer, para pasar al final a la del Duque de Marlborough en el Palacio de Blenheim y de aquí a la Galería Nacional de Londres en el año 1885.
Muestra a la Virgen María sentada sobre un trono de madera, con el Niño Jesús en su regazo. A su derecha está san Juan Bautista, en veneración de la Virgen, y a su izquierda está leyendo un libro san Nicolás de Bari.